# Amphipsylla orthogonia
Amphipsylla orthogonia är en loppart som beskrevs av Liu Chiying, Tsai Liyuen et Wu Wenching 1975. Amphipsylla orthogonia ingår i släktet Amphipsylla och familjen smågnagarloppor. Inga underarter finns listade i Catalogue of Life.